# 3730 Hurban
3730 Hurban eller 1983 XM1 är en asteroid i huvudbältet som upptäcktes den 4 december 1983 av den slovakiske astronomen Milan Antal vid Piszkéstető-observatoriet. Den är uppkallad efter slovaken Jozef Miloslav Hurban.
Asteroiden har en diameter på ungefär 26 kilometer.